# Scarelus kodadai
Scarelus kodadai is een keversoort uit de familie netschildkevers (Lycidae). De wetenschappelijke naam van de soort werd in 1997 gepubliceerd door Ladislav Bocák.
Deze keversoort komt voor in de Filipijnen, en is voor het eerst ontdekt op het eiland Palawan.